# 真空场
真空场（Vacuum Field），该专有物理学词汇最早出现在2010年出版的学术专著《引力场及量子场的真空动力学图像》中所建立的超大真空统一场中。
超大真空统一场理论认为真空不空，真空包含真空物质，相对于自身参照系而言，把平直真空中的非形变真空物质定义为具有物理意义的“真空”，形变后的真空物质为一种广义的“场”，非形变和形变后的真空物质统称“真空场”。